# Timpanon (arhitektura)
Timpanon je gradbeni element ali stavbni člen in je prvotno predstavljal trikotni zaključek na pročelju in začelju antičnega svetišča.
Zlasti v obdobju romanike in gotike je tudi polkrožna ali trikotna dekorativna stenska površina nad vhodom (portalom), ki jo omejuje arhitrav (preklada) in polkrožni ali šiljast lok.
Pogosto vsebuje skulpture ali druge podobe in okraske. Mnogo zvrsti arhitekturne vključuje ta element. V antični grški in rimski ter krščanski arhitekturi timpanon običajno vsebujejo religiozne podobe. Na verskih objektih so zelo pogosto najpomembnejši del arhitekture ali samo lokacija za monumentalne skulpture na zunanji strani stavbe. 
V klasični arhitekturi od renesanse dalje so timpanoni večjih dimenzij, običajno trikotne, v romanski arhitekturi pa polkrožne oblike. V gotski arhitekturi imajo bolj vertikalne oblike. Te oblike seveda vplivajo na značilnost kiparske kompozicije v timpanonu. Timpanon je bil tudi priljubljena oblika obogatitve okenskih in vratnih okvirjev.

## Zgodovina
Timpanon kot stavbni člen nastane pri oblikovanju templja. Določajo ga: simetrična dvokapna streha, ogredje nad stebriščem ter čelo strešne površine. Tako je nastalo trikotno polje kamor so arhitekti namestili kiparsko okrasje.
Tak primer je Afajin tempelj v Egini iz okoli 500 pr. n. št. Polnoplastno okrasje poudarja obsežnost timpanona. Timpanon pri jonskem slogu nima okrasja, ker je preplitev.
Rimska arhitektura pa tudi v renesansi posnema grško obliko timpanona. Nekatere razlike so v podrobnostih predvsem okvirja.
V baroku je timpanon doživel največje preoblikovanje. Pogosto je odstopal od trikotne oblike. Tak primer je Uršulinska cerkev Sv. Trojice (1728) v Ljubljani. Nastale so tudi prostorsko razgibane, sferične oblike. Take rešitve najdemo pri zgornjih zaključkih oltarjev. Primer je oltar zamaknjenja sv. Terezije v cerkvi Santa Maria della vittoria v Rimu, ki ga je oblikoval Gian Lorenzo Bernini.
- Panteon, Rim, antični timpanon na vhodu
- Timpanon na zahodnem portalu glavne cerkve v Ulmu, Nemčija
- Stolnica v Strasbourgu, Francija
- Trije timpanoni na glavni fasadi Notre-Dame de Paris, Francija